# Medieșu Aurit
Medieșu Aurit là một xã thuộc hạt Satu Mare, România. Dân số thời điểm năm 2002 là 7299 người.